# Giuliano Gemma
Giuliano Gemma (Roma, 2 settembre 1938 – Civitavecchia, 1º ottobre 2013) è stato un attore e stuntman italiano.
Nella sua lunga carriera cinematografica interpretò oltre cento film e ricevette numerosi premi, tra cui: il David di Donatello, il premio al Festival internazionale del cinema di Karlovy Vary come miglior attore, il Globo d'oro, il Nastro d'argento e per tre volte il premio Vittorio De Sica.
Uomo prestante ed energico, con esperienze giovanili di trapezista circense, anche quando divenne attore affermato girò molte scene pericolose e acrobatiche di persona, senza ricorrere mai a una controfigura.

## Biografia
Nato a Roma, era figlio unico di Domenico, operaio originario di Ceprano, e Agher Chiarini, casalinga reggiana, che s'erano sposati l'anno prima a Reggio Emilia, dove Giuliano visse dal 1940 al 1948 presso i nonni materni, e dove frequentò le scuole elementari: un periodo e un luogo che poi avrebbe portato sempre nel cuore, facendo ritorno nella città emiliana periodicamente a trovare gli amici d'infanzia, nel quartiere detto dal pòpol gióst (“del popolo giusto” in dialetto).
Con l'adolescenza si appassionò allo sport: ginnastica, attrezzistica e soprattutto la boxe, parteciperà ad alcuni tornei vincendone diversi. Svolse il servizio di leva come vigile del fuoco nella zona di Capannelle a Roma dove strinse amicizia con il pugile Nino Benvenuti.
Ancor più grande sarà la passione per il cinema. Fin da ragazzo, Gemma fu attratto da ogni tipo di pellicola e fece di Burt Lancaster il suo idolo. Già a quattordici anni frequentava gli stabilimenti di Cinecittà, quando gli capitava di seguire il padre che lavorava come segretario di produzione. A 18 anni decise di indirizzare tutte le sue energie verso il grande schermo e cominciò la sua gavetta come stuntman e figurante.

### Carriera

Giuliano Gemma, a destra, con Alain Delon e Terence Hill ne Il Gattopardo (1963)

Giuliano Gemma arrivò al cinema giovanissimo come stuntman per le sue doti atletiche. In seguito Dino Risi lo prese per un piccolo ruolo nel film Venezia, la luna e tu, con Alberto Sordi. Poco dopo William Wyler lo notò a Cinecittà e lo scelse per il ruolo di un centurione nel kolossal Ben-Hur, comparsata che gli servì da trampolino di lancio.
In quel periodo Duccio Tessari lo volle per interpretare da protagonista il biondissimo Krios in Arrivano i titani, pellicola di grandissimo successo commerciale anche all'estero che tratta con ironia il genere mitologico. Fu un generale garibaldino nel Gattopardo di Luchino Visconti, cui seguirono numerosi film di grande successo come Angelica e Angelica alla corte del re. Dopo arrivò il filone spaghetti western che lo consacrò divo, facendo grandi incassi al botteghino (con pellicole di genere firmate da Duccio Tessari, Tonino Valerii, Sergio Corbucci) Una pistola per Ringo, Il ritorno di Ringo, Adiós gringo, Un dollaro bucato, I lunghi giorni della vendetta, Per pochi dollari ancora e I giorni dell'ira. In alcune pellicole, i produttori gli diedero lo pseudonimo di Montgomery Wood.
Nel 1969, sempre con Duccio Tessari alla regia, ritrovò sul set della pellicola Vivi o preferibilmente morti il compagno di leva Nino Benvenuti, ormai pugile affermato. Fece coppia con Bud Spencer in Anche gli angeli mangiano fagioli; successivamente tornò sul genere in coppia con Ricky Bruch in Anche gli angeli tirano di destro. Interpretò Robin Hood ne L'arciere di fuoco e un primitivo in Quando le donne avevano la coda. Nel 1970 ebbe la parte del protagonista in Corbari di Valentino Orsini, dedicato all’eroe e partigiano faentino Silvio Corbari. Nel 1974 partecipò al film Delitto d'amore, con Stefania Sandrelli.

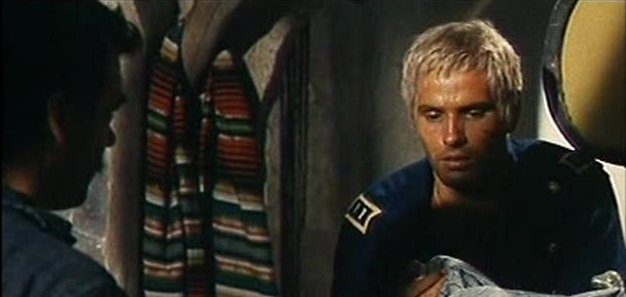
Giuliano Gemma ne Il ritorno di Ringo (1965)

Cambiando genere, Gemma apparve in film più impegnati, come Il deserto dei Tartari di Valerio Zurlini, una delle sue prove migliori, come anche Il prefetto di ferro e Corleone di Pasquale Squitieri, assieme all'altrettanto significativa parte in Un uomo in ginocchio di Damiano Damiani, film che lo riproporrà per ruoli drammatici. Negli anni ottanta prese invece parte a Tenebre di Dario Argento, Claretta di Pasquale Squitieri e Speriamo che sia femmina di Mario Monicelli e diede il volto al celebre personaggio dei fumetti Tex Willer in Tex e il signore degli abissi, film originariamente pensato per la televisione. Grazie all'enorme successo che i suoi film avevano in Giappone, all'inizio degli anni ottanta la casa automobilistica Suzuki produsse due tipi di scooter con il suo nome. Dalla fine degli anni ottanta lavorò soprattutto in produzioni televisive.

### Morte
Il 1º ottobre 2013, a Cerveteri, fu coinvolto in un incidente stradale. Trasportato all'ospedale di Civitavecchia, vi morì poco dopo l'arrivo a causa di un arresto cardiaco.
Il comune di Roma organizzò la camera ardente presso la sala della Protomoteca nel Palazzo Senatorio al Campidoglio, poi i funerali si tennero nella chiesa di Santa Maria dei Miracoli, accanto alla Chiesa degli artisti, in piazza del Popolo: in memoria della sua giovanile esperienza, la bara fu trasportata da una squadra di Vigili del Fuoco. Giuliano Gemma è sepolto nella tomba di famiglia nel cimitero Flaminio a Roma.

## Vita privata
Dalla prima moglie Natalia Roberti (prematuramente scomparsa nel 1995) ebbe due figlie: Giuliana e Vera. Nel 1997 sposò in seconde nozze la giornalista Daniela "Baba" Richerme e andò a vivere a Cerveteri. Negli ultimi anni scoprì una nuova passione: con sue sculture in bronzo partecipò a diverse mostre. Dato che i genitori abitavano a Ceprano, nella Valle Latina, vi faceva ritorno spesso.

## Filmografia

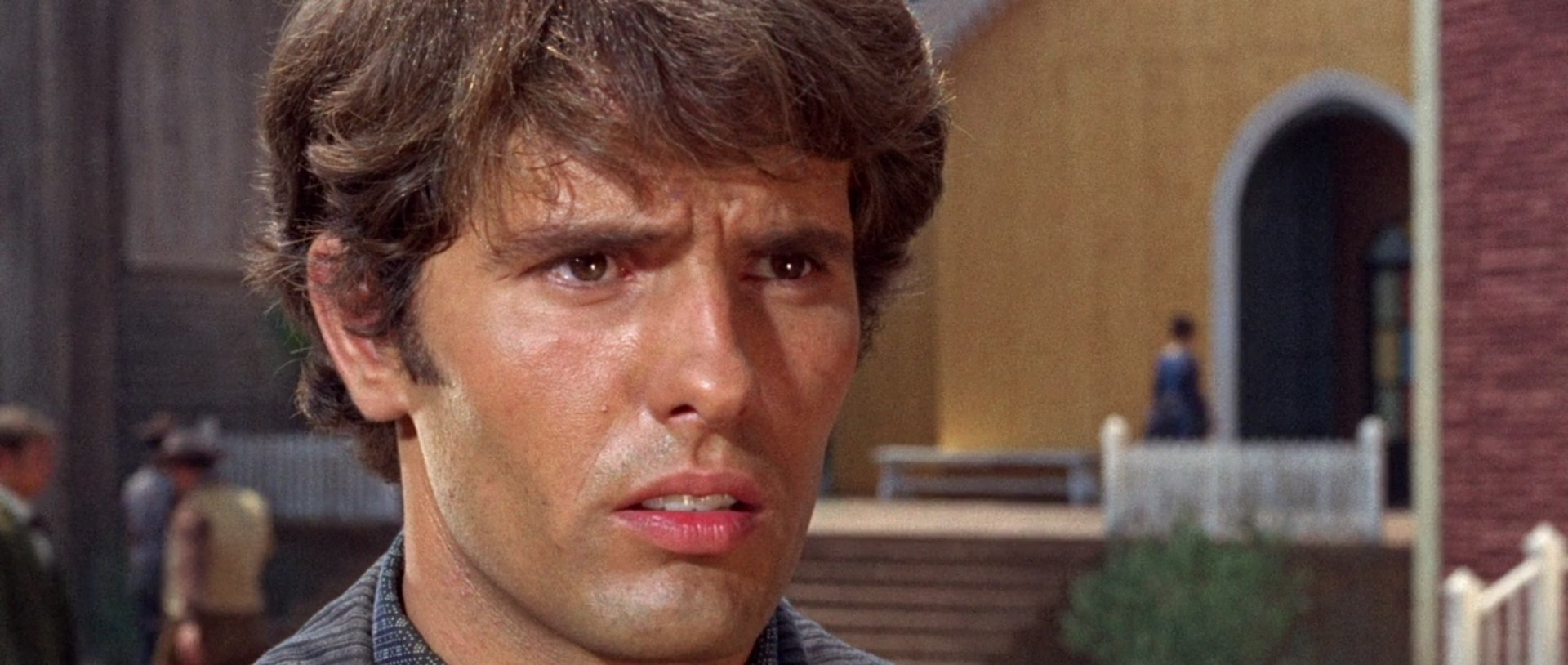
Giuliano Gemma ne I giorni dell'ira (1967)

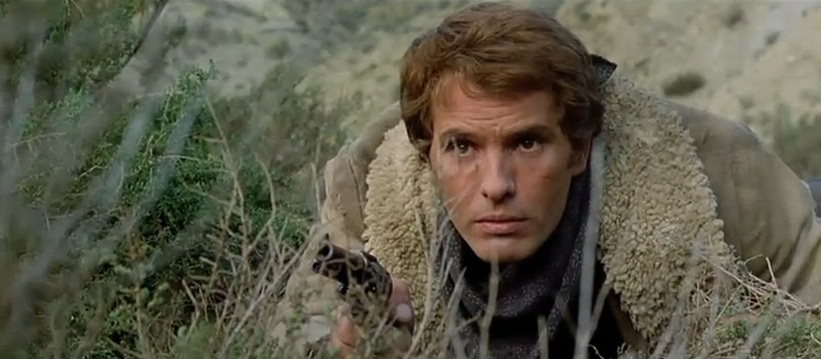
Giuliano Gemma in Sella d'argento (1978)

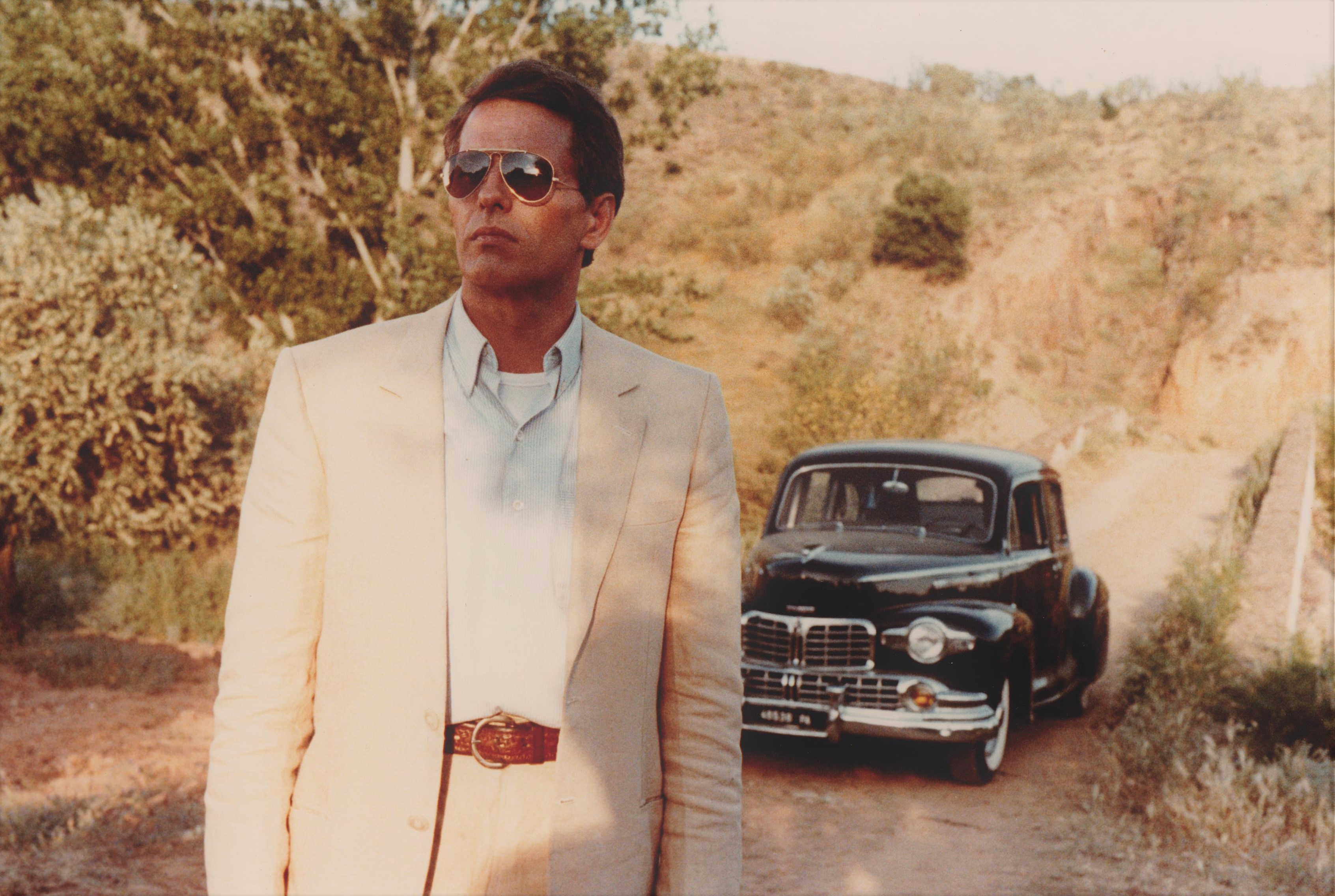
Giuliano Gemma in Le cercle des passions (1983)

### Cinema
- Venezia, la luna e tu, regia di Dino Risi (1958)
- Il nemico di mia moglie, regia di Gianni Puccini (1959)
- Arrangiatevi, regia di Mauro Bolognini (1959)
- Ben-Hur, regia di William Wyler (1959) - non accreditato
- I cosacchi, regia di Giorgio Rivalta (1960)
- Messalina Venere imperatrice, regia di Vittorio Cottafavi (1960)
- A qualcuna piace calvo, regia di Mario Amendola (1960)
- Io amo, tu ami..., regia di Alessandro Blasetti (1961)
- Il pianeta degli uomini spenti, regia di Antonio Margheriti (1961)
- Boccaccio '70, regia di Vittorio De Sica, Federico Fellini, Mario Monicelli, Luchino Visconti (1962)
- Arrivano i titani, regia di Duccio Tessari (1962)
- Il giorno più corto, regia di Sergio Corbucci (1963)
- Il Gattopardo, regia di Luchino Visconti (1963)
- Maciste l'eroe più grande del mondo, regia di Michele Lupo (1963)
- La schiava di Bagdad, regia di Pierre Gaspard-Huit (1963)
- I due gladiatori, regia di Mario Caiano (1964)
- Ercole contro i figli del sole, regia di Osvaldo Civirani (1964)
- La rivolta dei pretoriani, regia di Alfonso Brescia (1964)
- Angelica (Angélique, marquise des anges), regia di Bernard Borderie (1964)
- Angelica alla corte del re (Merveilleuse Angélique), regia di Bernard Borderie (1965)
- Erik il vichingo, regia di Mario Caiano (1965)
- Una pistola per Ringo, regia di Duccio Tessari (1965)
- Un dollaro bucato, regia di Giorgio Ferroni (1965)
- La ragazzola, regia di Giuseppe Orlandini (1965)
- Il ritorno di Ringo, regia di Duccio Tessari (1965)
- Adiós gringo, regia di Giorgio Stegani (1965)
- La meravigliosa Angelica (Angélique et le Roy), regia di Bernard Borderie (1965)
- Kiss Kiss... Bang Bang, regia di Duccio Tessari (1966)
- Arizona Colt, regia di Michele Lupo (1966)
- Per pochi dollari ancora, regia di Giorgio Ferroni (1966)
- I lunghi giorni della vendetta, regia di Florestano Vancini (1967)
- Wanted, regia di Giorgio Ferroni (1967)
- I giorni dell'ira, regia di Tonino Valerii (1967)
- ...e per tetto un cielo di stelle, regia di Giulio Petroni (1968)
- I bastardi, regia di Duccio Tessari (1968)
- Violenza al sole - Una estate in quattro, regia di Florestano Vancini (1969)
- Vivi o preferibilmente morti, regia di Duccio Tessari (1969)
- Il prezzo del potere, regia di Tonino Valerii (1969)
- Corbari, regia di Valentino Orsini (1970)
- Quando le donne avevano la coda, regia di Pasquale Festa Campanile (1970)
- L'arciere di fuoco, regia di Giorgio Ferroni (1971)
- L'amante dell'Orsa Maggiore, regia di Valentino Orsini (1971)
- Amico, stammi lontano almeno un palmo..., regia di Michele Lupo (1972)
- Il maschio ruspante, regia di Antonio Racioppi (1972)
- Un uomo da rispettare, regia di Michele Lupo (1972)
- Anche gli angeli mangiano fagioli, regia di E.B. Clucher (1973)
- Troppo rischio per un uomo solo, regia di Luciano Ercoli (1973)
- Delitto d'amore, regia di Luigi Comencini (1974)
- Anche gli angeli tirano di destro, regia di E.B. Clucher (1974)
- Il bianco, il giallo, il nero, regia di Sergio Corbucci (1975)
- Africa Express, regia di Michele Lupo (1975)
- Safari Express, regia di Duccio Tessari (1976)
- Il deserto dei Tartari, regia di Valerio Zurlini (1976)
- California, regia di Michele Lupo (1977)
- Il prefetto di ferro, regia di Pasquale Squitieri (1977)
- Il grande attacco, regia di Umberto Lenzi (1978)
- Sella d'argento, regia di Lucio Fulci (1978)
- Corleone, regia di Pasquale Squitieri (1978)
- Un uomo in ginocchio, regia di Damiano Damiani (1979)
- Circuito chiuso, regia di Giuliano Montaldo (1979)
- L'avvertimento, regia di Damiano Damiani (1980)
- La baraonda, regia di Florestano Vancini (1980)
- Commando d'assalto, regia di Raoul Coutard (1980)
- Ciao nemico, regia di E.B. Clucher (1981)
- Tenebre, regia di Dario Argento (1982)
- Senza un attimo di respiro, regia di José María Sánchez Álvaro (1983)
- Le cercle des passions, regia di Claude d'Anna (1983)
- Claretta, regia di Pasquale Squitieri (1984)
- Tex e il signore degli abissi, regia di Duccio Tessari (1985)
- Speriamo che sia femmina, regia di Mario Monicelli (1986)
- Il padre americano, regia di Philippe Charigot (1987)
- Qualcuno pagherà, regia di Sergio Martino (1988)
- L'agguato, regia di Gerardo Herrero (1988)
- Il morso del ragno, regia di Claude d'Anna (1988)
- Ya no hay hombres, regia di Alberto Fischerman (1991)
- Firenze no kaze ni dakarete, regia di Seiji Izumi (1991)
- Un bel dì vedremo, regia di Tonino Valerii (1996)
- Un uomo perbene, regia di Maurizio Zaccaro (1999)
- La donna del delitto, regia di Corrado Colombo (2000)
- Giovanna la pazza, regia di Vicente Aranda (2001)
- To Rome with Love, regia di Woody Allen (2012)

### Televisione
- Circuito chiuso, regia di Giuliano Montaldo – film TV (1978)
- Caccia al ladro d'autore – serie TV (1985)
- Rally, regia di Sergio Martino – miniserie TV (1988)
- I promessi sposi, regia di Lopez, Solenghi e Marchesini – miniserie TV (1990)
- Prigioniera di una vendetta (Maximum Exposure), regia di Jeannot Szwarc e Vittorio Sindoni – miniserie TV (1990)
- Dagli Appennini alle Ande, regia di Pino Passalacqua – miniserie TV (1990)
- Non aprite all'uomo nero, regia di Giulio Questi – film TV (1990)
- La moglie nella cornice – miniserie TV (1991)
- Le Chinois – miniserie TV, 1 episodio (1992)
- Gioielli (Jewels), regia di Roger Young – miniserie TV (1992)
- Una storia italiana, regia di Stefano Reali – miniserie TV (1993)
- Deserto di fuoco, regia di Enzo G. Castellari – miniserie TV (1997)
- Marseille – miniserie TV (1998)
- Premier de cordée – film TV (1999)
- Game over – film TV (1999)
- Angelo il custode – serie TV (2001)
- L'uomo che piaceva alle donne - Bel Ami, regia di Massimo Spano – miniserie TV (2001)
- La bambina dalle mani sporche – film TV (2005)
- Giovanni Paolo II, regia di John Kent Harrison – miniserie TV (2005)
- Butta la luna – serie TV (2006)
- Pompei, regia di Giulio Base – miniserie TV (2007)
- Il capitano – serie TV, 14 episodi (2005-2007)
- Butta la luna  – serie TV, 13 episodi (2009)
- Capri – serie TV, 13 episodi (2010)

## Riconoscimenti
- David di Donatello
  - 1977 – David speciale per Il deserto dei tartari

- Nastro d'argento
  - 2008 – Nastro d'argento alla carriera per cinquant'anni di stile e di successo autenticamente popolare

- Globo d'oro
  - 2008 – Globo d'oro alla carriera

- Grolla d'oro
  - 1979 – Miglior attore per Un uomo in ginocchio e Corleone

- Premio Vittorio De Sica
  - 1983 – Vinto
  - 2008 – Vinto

## Doppiatori italiani
Gemma venne spesso doppiato, come nei seguenti film:
- Pino Locchi in Un dollaro bucato, Adiós gringo, Arizona Colt, Per pochi dollari ancora, Wanted, I giorni dell'ira, ...e per tetto un cielo di stelle, I bastardi, Vivi o preferibilmente morti, Il prezzo del potere, Corbari, Amico, stammi lontano almeno un palmo, Un uomo da rispettare, Anche gli angeli mangiano fagioli, Troppo rischio per un uomo solo, Anche gli angeli tirano di destro, Il bianco, il giallo, il nero, Africa Express, Safari Express, California, Il grande attacco, Circuito chiuso, Ciao nemico, Tenebre
- Cesare Barbetti in Messalina Venere imperatrice, Arrivano i titani, Maciste l'eroe più grande del mondo, I due gladiatori, La rivolta dei pretoriani
- Renato Izzo in Erik il vichingo, La ragazzola, Kiss Kiss... Bang Bang, I lunghi giorni della vendetta
- Massimo Turci in Angelica, Angelica alla corte del re
- Oreste Lionello in Venezia, la luna e tu
- Alighiero Noschese in Boccaccio '70
- Gianni Bonagura in Il Gattopardo
- Sergio Graziani in Ercole contro i figli del sole
- Adalberto Maria Merli in Una pistola per Ringo
- Riccardo Cucciolla in Il ritorno di Ringo
- Giancarlo Giannini in Quando le donne avevano la coda
- Franco Morgan in Delitto d'amore
- Giancarlo Maestri in Il deserto dei Tartari
- Giuseppe Rinaldi in Il prefetto di ferro